# 吕卉
吕卉（1970年4月—），女，汉族，安徽肥西人，中国共产党党员，中华人民共和国政治人物、编剧。

## 生平
1988年9月至1990年6月，在安徽广播电视学校新闻采编专业中专学习；1989年10月至1993年12月，在安徽师范大学汉语言文学专业自考本科学习；1998年9月至2002年7月，在安徽大学中国现当代文学专业在职研究生学习，获文学硕士学位。1990年8月分配至安徽人民广播电台工作，历任安徽人民广播电台新闻综合台文艺部文学戏曲组副组长（副科级），安徽广播电视台新闻综合广播频率广播剧创作室副主任（副科级），安徽广播电视台新闻综合广播频率广播剧创作室主任（正科级）。2020年5月，挂职任安徽省文学艺术界联合会党组成员、书记处书记。
2018年2月24日，当选为第十三届全国人大代表。2023年2月，当选为第十四届全国人大代表。

## 荣誉
2008年获中国广播剧研究会“最佳编剧奖”，2010年获中国广播电视协会、中国广播剧研究会广播剧成就奖“编剧成就奖，2012年获安徽省政府津贴，2013年入选安徽省学术和技术带头人，2014年获国务院政府特殊津贴，2017年入选中宣部文化名家暨“四个一批”人才。